# おお永遠、そは雷のことば BWV20
おお永遠、そは雷のことば（おおえいえん、そはいかづちのことば、O Ewigkeit, du Donnerwort）は、ヨハン・ゼバスティアン・バッハの教会カンタータ、BWV20。永遠の地獄のコラール賛美歌「おお永遠、そは雷のことば」が使われており、同名のカンタータBWV60もある。

## 初演
1724年6月11日ライプツィヒにて初演が行われ、この主日から一年間ドイツ・コラールを主題としたカンタータが作曲される。

## 教会暦
三位一体節後第一主日。

## 聖句
ルカによる福音書16:19-31
「或富める人あり、紫色の衣と細布とを著て、日々奢り樂しめり。又ラザロといふ貧しき者あり、腫物にて腫れただれ、富める人の門に置かれ、その食卓より落つる物にて飽かんと思ふ。而して犬ども來りて其の腫物を舐れり。遂にこの貧しきもの死に、御使たちに携へられてアブラハムの懷裏に入れり。富める人もまた死にて葬られしが、黄泉にて苦惱の中より目を擧げて、遙にアブラハムと其の懷裏にをるラザロとを見る。乃ち呼びて言ふ「父アブラハムよ、我を憐みて、ラザロを遣し、その指の先を水に浸して我が舌を冷させ給へ、我はこの焔のなかに悶ゆるなり」アブラハム言ふ「子よ、憶へ、なんぢは生ける間なんぢの善き物を受け、ラザロは惡しき物を受けたり。今ここにて彼は慰められ、汝は悶ゆるなり。然のみならず、此處より汝らに渡り往かんとすとも得ず、其處より我らに來り得ぬために、我らと汝らとの間に大なる淵定めおかれたり」富める人また言ふ「さらば父よ、願はくは我が父の家にラザロを遣したまへ。我に五人の兄弟あり、この苦痛のところに來らぬよう、彼らに證せしめ給へ」アブラハム言ふ「彼らにはモーセと預言者とあり、之に聽くべし」富める人いふ「いな、父アブラハムよ、もし死人の中より彼らに往く者あらば、悔改めん」アブラハム言ふ「もしモーセと預言者とに聽かずば、たとひ死人の中より甦へる者ありとも、其の勸を納れざるべし」』

## 構成

### 第一部

#### 1.コラール
tp ob3 str bc F-dur
永遠の地獄を歌ったヨハン・リストのコラール「おお永遠、そは雷のことば」一節目。フランス風序曲形式。

#### 2. レティタティーヴォ
テナー bc
聖句　マルコ 9:47-48　ルカ 16:26
世における苦しみは永遠ではないが、地獄の苦しみは永遠に続く。

#### 3.アリア
テナー str bc c-moll 3/4
地獄の永遠の火は他の火とは異なると歌う。永遠の地獄の恐怖を「溜息のモチーフ」で表現している。

#### 4.レティタティーヴォ
バス bc
直面している危険は、限りなく悪魔に苦しめられ、その時を刻んでも、それに終わりがないというものだ。

#### 5.アリア
バス ob3 bc 4/4
神は公正であり、小さな罪に対しても、永遠の刑罰を定めておられる。世は気づこうとしないが、考えなさい。

#### 6. アリア
アルト str bc
聖句　創世記19:24 黙示録20:10
サタンと罪の支配から自由になり、永遠の地獄の刑罰から逃れなさいと歌う。

#### 7. コラール
tp ob3 str bc 
黙示録14:10-11、16:18　 マルコ 9:47-48
永遠の神がおられる限り、地獄の刑罰は永遠に続く。

### 第二部

#### 8. アリア
バス tp ob3 str bc C-dur
聖句 イザヤ 53:6, 第一テサロニケ4:16-17 第二テモテ4:1
裁きのラッパが鳴る前に、目覚めるように。

#### 9. レチタティーヴォ
アルト bc
聖句 伝道者の書12:1-7
世の罪を棄てなさい。今日が最後の日であるかも知れない。「口を開いた地獄の復讐」と呼ばれる低音の音型。

#### 10. 二重唱
アルトとテナー bc 3/4
ルカ 16:24-26
罪と世を愛するのはやめなさい。一滴の水もない永遠の地獄の苦しみにあわずに済むように。

#### 11. コラール
tp ob3 str bc F-dur
ヨハン・リストのコラール16節。